# Luffarboklus
Luffarboklus (Liposcelis decolor) är en insektsart som först beskrevs av John Victor Pearman 1925.  Luffarboklus ingår i släktet Liposcelis och familjen boklöss. Arten är reproducerande i Sverige. Inga underarter finns listade i Catalogue of Life.